# Giovanni Battista Aliprandi
Giovanni Battista Aliprandi (Laino o Verona, 1665 – Litomyšl, 1720) è stato un architetto italiano.
Fu attivo in Boemia nella costruzione (1697-1702) del palazzo Černin, disegnò (1715) la colonna della peste e progettò il castello di Liblice (1699), oltre a rendersi partecipe della costruzione di molte cappelle.